# Període juvenil d'un organisme

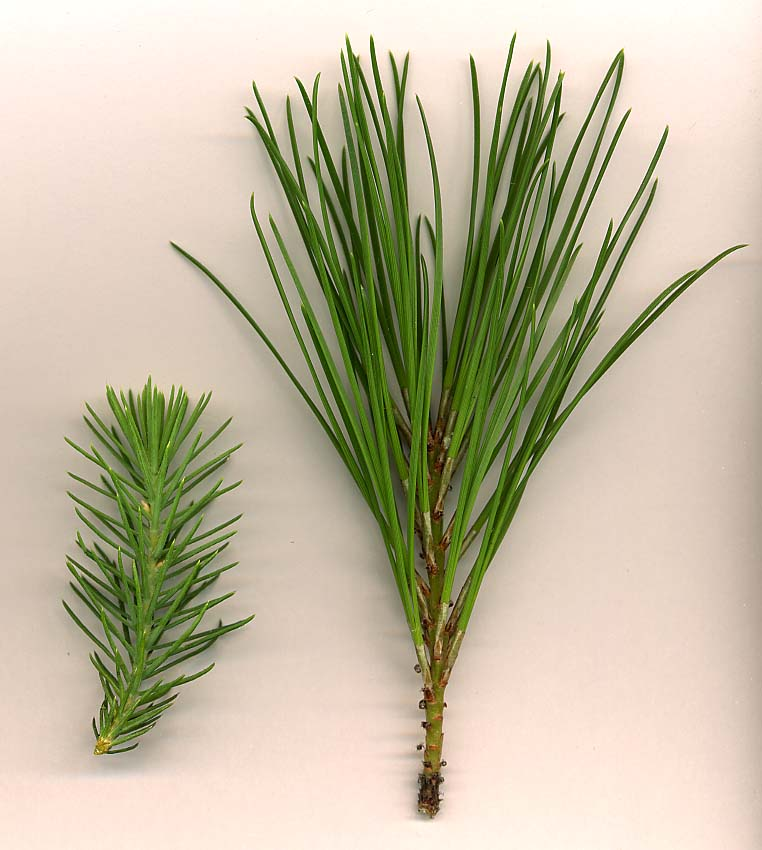
Fulles juvenils (a l'esquerra) i adultes (a la dreta) d'un pi pinyoner

El període juvenil d'un organisme d'un individu és aquell en el qual no ha arribat encara a la forma adulta, la maduresa sexual o la mida adulta. Els juvenils sovint tenen un aspecte molt diferent de les formes adultes particularment en termes del seu color. En molts organismes els juvenils tenen un nom diferent dels adults. Per exemple larva i imago.
Alguns organismes arriben a la maduresa amb una curta metamorfosi com l'eclosió de molts insectes. En altres la transició és més perllongada amb una pubertat, per exemple.

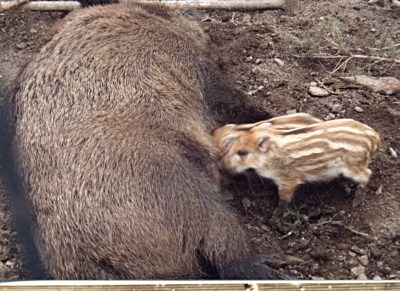
Senglar jove amb un color que el camufla

En plantes com l'olivera sortides de la llavor, el període juvenil s'estén durant gairebé 10 anys i en canvi si procedeixen d'estaca s'escurça a un parell o tres d'anys. En l'olivera les branques juvenils tenen més aptitud per arrelar.
Els roures triguen uns 50 anys a fer una gla.
El pi blanc pot fer pinyes als 10 anys però aquestes no donen pinyons fèrtils fins aproximadament els 15 anys.